# Хвар (город)
Это статья о городе Хвар. Статью об одноимённом острове см. Хвар
Хвар (хорв. Hvar, итал. Lesina) — город в Хорватии, крупнейший город одноимённого острова. Население — 4 138 человек (2001).
Расположен в юго-западной части острова, вытянут вдоль широкой бухты. Связан паромными переправами со Сплитом и островами Вис и Корчула. Рядом с Хварской бухтой расположен архипелаг, состоящий из ряда небольших островов — Паклени отоци.

## История

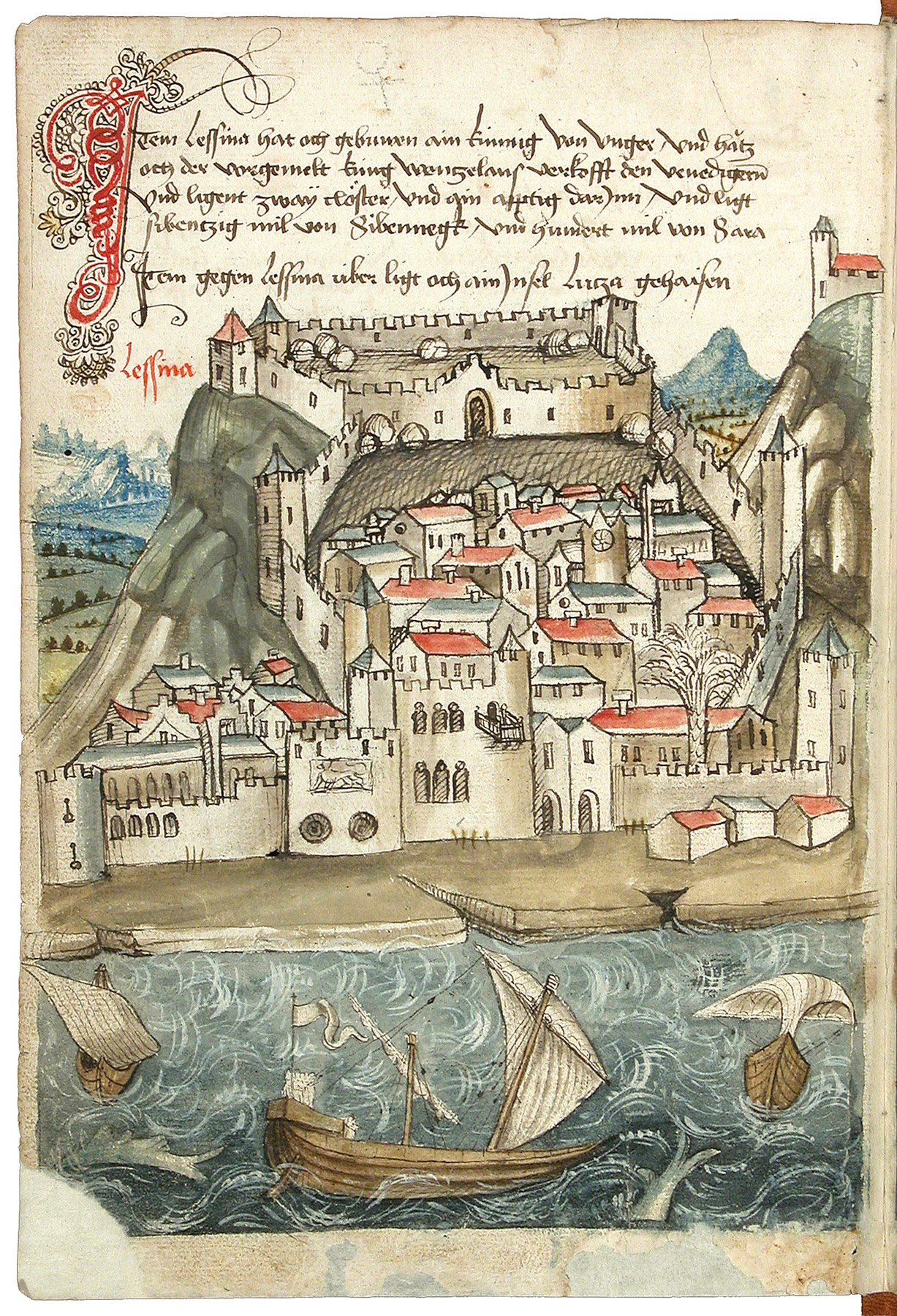
Хвар в 1486 году. Рисунок из описания путешествия в Иерусалим Конрада фон Грюненберга

Хвар — город с древней историей. Древнейшими его обитателями были иллирийцы, в IV веке до н. э. греческими колонистами, ранее основавшими на острове колонию Фарос (современный Стариград), была основана колония на месте современного Хвара. В III веке до н. э. Хвар вместе со всей Иллирией перешёл под контроль Рима.
В VII веке на Адриатику пришли славяне. В XII веке Хвар перешёл под управление Венеции, в этот период были возведены стены и крепостные сооружения, а Хварская бухта стала одним из портов базирования венецианского флота. В XIII веке Хвар получил статус города и стал административным центром острова, сменив в этой роли Стариград. В это же время из Стариграда в Хвар была перенесена резиденция епископа. В XV веке город сильно вырос и распространился за крепостные стены на окрестные холмы. К концу века Хвар стал одним из главных венецианских торговых и военных портов на Адриатике.
В XVI веке Хвар оказался на передовой линии борьбы венецианцев и турок за господство в восточном Средиземноморье. В 1571 году остров был разорён турками, а Хварская крепость понесла серьёзные разрушения. В 1579 году в результате взрыва порохового погреба крепость была почти полностью разрушена, впрочем, и город, и крепость были вскоре отстроены.
После падения венецианской республики в 1797 году на остров пришли австрийцы. Они были выбиты с острова наполеоновскими войсками в 1806 году. В 1807 году Хвар был атакован флотом Ушакова в ходе средиземноморской экспедиции. По окончании войн в 1815 году Хвар вместе с далматинским побережьем снова отошел Австрии.
В 1918—1921 г. Хвар оккупировали итальянцы, после Первой мировой войны он стал частью Югославии. Во время Второй мировой войны Хвар был одной из мини-баз для флота югославских партизан, в сентябре 1944 года оттуда были выбиты последние части вермахта. После распада последней в 1991 году Хвар принадлежит независимой Хорватии.

## Достопримечательности
- Собор Святого Стефана. Кафедральный собор Хварской епархии, построен в стиле далматинского Ренессанса. Возведение собора шло в несколько этапов (XVI—XVII) века. Интерьер собора относится к XVIII веку, колокольня возведена в XVI веке, к собору примыкает епископский дворец.
- Арсенал. На втором этаже здания Арсенала (XVI—XVII век) в 1612 году был открыт первый в Хорватии общественный театр.
- Пьяцца. Центральная площадь Старого города. Кроме собора и здания Арсенала, на ней находится ряд дворцов XV—XVI веков, наиболее известные — дворец Паладини и дворец Гекторовича, а также ратуша с башней, украшенной часами.
- Городские стены. Были возведены венецианцами в XIII столетии, впоследствии многократно реконструировались.
- Испанская крепость. Доминирует над городом. Построена в конце XVI века после разрушения старой крепости от взрыва в пороховом погребе. В настоящее время — музей.
- Крепость Наполеона. Построена французами в 1811 году за чертой города, на одном из высоких холмов в окрестностях Хвара. Сейчас используется как обсерватория.
- Францисканский монастырь (конец XV века)

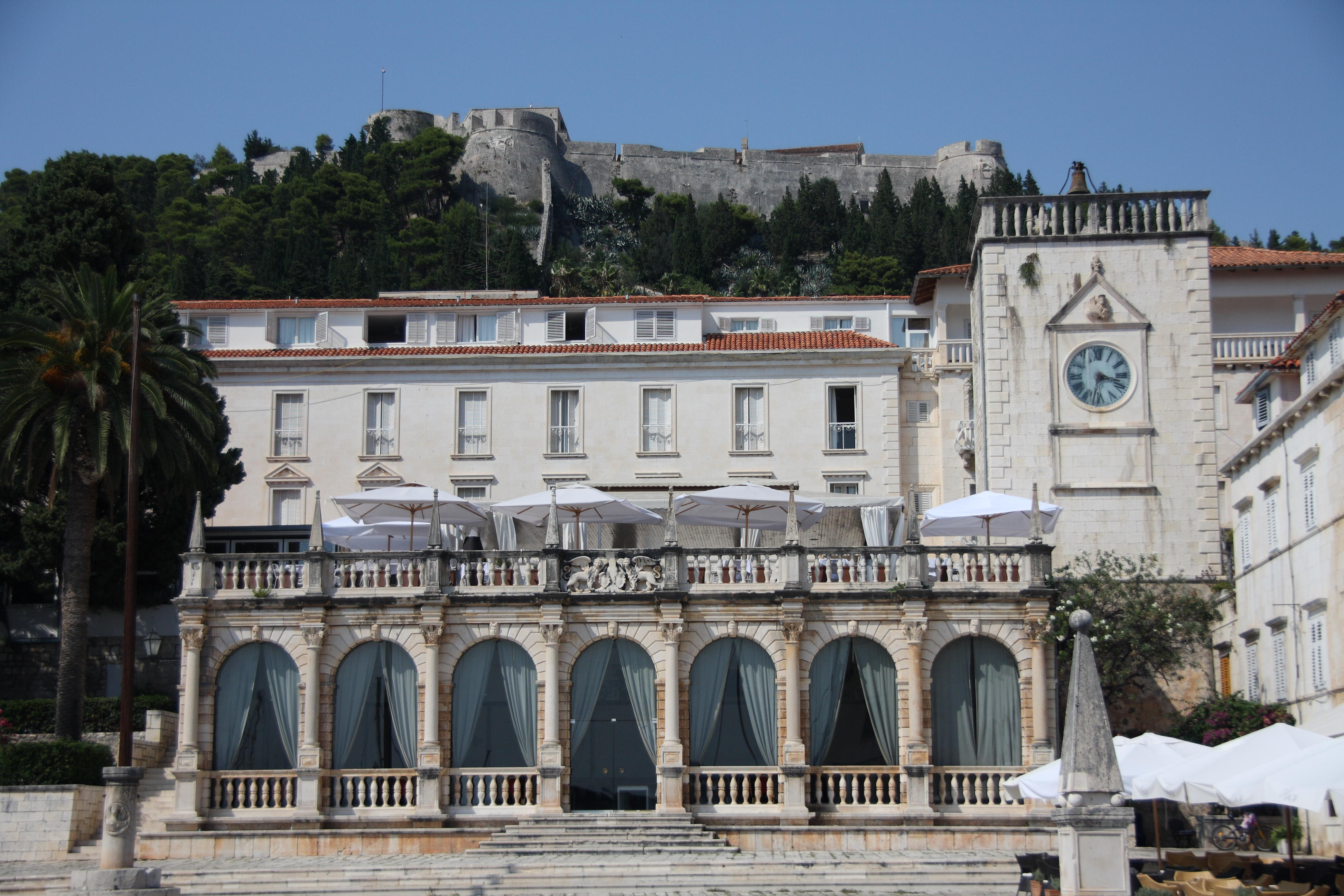
Ратуша, башня с часами, на заднем плане Испанская крепость
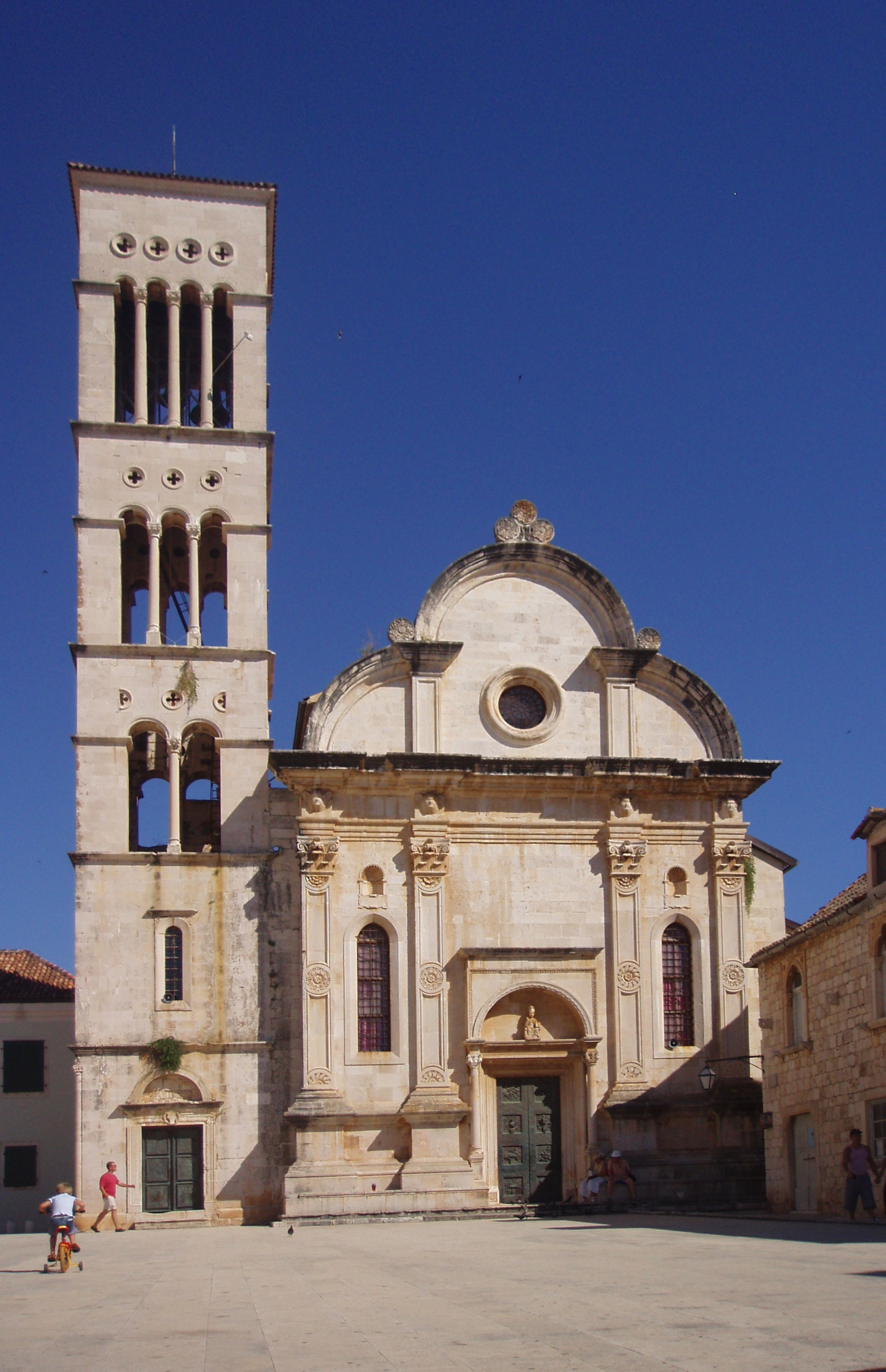
Собор Святого Стефана

## Климат
| Климатограмма Хвара (города)                                     | Климатограмма Хвара (города) | Климатограмма Хвара (города) | Климатограмма Хвара (города) | Климатограмма Хвара (города) | Климатограмма Хвара (города) | Климатограмма Хвара (города) | Климатограмма Хвара (города) | Климатограмма Хвара (города) | Климатограмма Хвара (города) | Климатограмма Хвара (города) | Климатограмма Хвара (города) |
| ---------------------------------------------------------------- | ---------------------------- | ---------------------------- | ---------------------------- | ---------------------------- | ---------------------------- | ---------------------------- | ---------------------------- | ---------------------------- | ---------------------------- | ---------------------------- | ---------------------------- |
| Я                                                                | Ф                            | М                            | А                            | М                            | И                            | И                            | А                            | С                            | О                            | Н                            | Д                            |
| 68 12 5                                                          | 62 12 6                      | 64 16 8                      | 59 18 11                     | 38 23 16                     | 24 28 20                     | 18 29 21                     | 20 29 21                     | 55 26 18                     | 78 22 15                     | 102 17 11                    | 98 13 7                      |
| Температура в °C • Сумма осадков в мм Источник: www.tutiempo.net |                              |                              |                              |                              |                              |                              |                              |                              |                              |                              |                              |